# Apache (server)

Stiviul LAMP conține Apache

Apache este un server HTTP de tip open source. Apache a jucat și joacă un rol important în dezvoltarea webului, fiind folosit în prezent în circa 65.2 % din paginile web.
Cuvântul apache (pronunțat [əˈpætʃiː]) este numele apașilor, triburi de amerindieni.
Apache este un server web cu o contribuție notabilă la dezvoltarea Internetului (world wide web). Apache a reprezentat prima alternativă viabilă la Netscape Communications Corporation, și a evoluat rapid în  funcționalitate și performanță ca un rival competitiv pentru alte servere web bazate pe Unix.
Apache este dezvoltat de o comunitate deschisă de programatori sub emblema Apache Software Foundation. Aplicația este disponibilă pentru o mare varietate de sisteme de operare incluzând Unix, FreeBSD, Linux, Solaris, Novell NetWare, Mac OS X, Microsoft Windows si OS/2.
Serverul Apache este caracterizat ca fiind un software gratuit și open source, acesta făcând ca, începând din aprile 1996, el să fie cel mai popular server HTTP. Cu toate că în noiembrie 2005 a început să piardă din cota de piață, în aprilie 2008 Apache stătea încă la baza a peste 50 % din siturile web, iar în iunie 2013 a ajuns la 65.2%. Apache este folosit pentru 46,91% din totalul domeniului românesc.
Prima versiune a serverului a fost creată de Robert McCool, care la vremea aceea era implicat în proiectul National Center for Supercomputing Applications, cunoscut pe scurt ca NCSA HTTPd. A doua versiune a serverului a fost o rescriere substanțială, de data aceasta punându-se accentul pe crearea unui layer prioritar (Apache Portable Runtime) și a suportului de module.
Apache suportă o mare varietate de module care îi extind funcționalitatea, acestea variază de la server side programming și până la scheme de autentificare. Câteva limbaje suportate sunt: mod_perl, mod_python, Tcl si PHP. Ca alte module putem enumera : SSL si TLS support (mod_ssl), un modul proxyun, modul de rescriere URL (cunoscut ca un motor de rescriere  mod_rewrite), custom log files (mod_log_config) și suport de filtrare (mod_include și mod_ext_filter).
O altă calitate a serverului Apache este virtual hosting (găzduirea virtuală), care constă în posibilitatea de a găzdui mai multe situri simultan pe același server.
Principalul competitor al serverului Apache este Microsoft Internet Information Services (IIS), urmat de Sun Java System Web Server al companiei Sun Microsystems și multe altele, cum ar fi Zeus Web Server.
Apache este folosit de unele din cele mai mari situri din lume. Astfel, motorul de căutare folosit de Google folosește o versiune modificată de Apache numită Google Web Server (GWS); și proiectele Wikimedia inclusiv Wikipedia rulează tot pe un server Apache.